# Dead Island: Riptide
Dead Island: Riptide är ett actionroll-survival horror-spel utvecklat av den polska spelstudion Techland och gavs ut Deep Silver i april 2013 till Microsoft Windows, Playstation 3 och Xbox 360. Spelet är en uppföljare till Dead Island från 2011, med en fortsättning av berättelsen om de fem överlevande som anländer på en annan ö utanför Banoi, som också har ockuperats av zombies.
Tillsammans med första spelet, Riptide släppt PlayStation 4 och Xbox One i en samlingsbox Dead Island: Definitive Edition.